# Joy Franz
Joy Franz (Modesto, 13 luglio 1941) è un'attrice e cantante statunitense.

## Biografia
È nota soprattutto come interprete di musical e, in particolare, per le sue performance da caratterista nei musical di Stephen Sondheim a Broadway, Londra e nel resto degli Stati Uniti. Ha recitato infatti della produzione originale di Broadway di A Little Night Music (1973), la prima produzione londinese e il primo tour statunitense di Company (1972), Merrily We Roll Along (La Jolla, 1984), le prime produzioni di Into the Woods (Broadway, 1987) e Assassins (Off Broadway, 1990), uno speciale concerto di Anyone Can Whistle alla Carnegie Hall nel 1995 e Follies nel Michigan nel 2005. Nel 2016 è tornata a recitare a Broadway dopo trentadue anni di assenza in un revival de Le relazioni pericolose con Janet McTeer e Liev Schreiber.

## Filmografia

### Televisione
- American Playhouse - serie TV, 1 episodio (1991)
- Law & Order - I due volti della giustizia - serie TV, 1 episodio (2001)
- Horrible People - serie TV, 10 episodi (2008)
- Wainy Days - serie TV, 1 episodio (2009)
- The Carrie Diaries - serie TV, 1 episodio (2014)
- Allegiance - serie TV, 1 episodio (2015)
- Royal Pains - serie TV, 1 episodio (2015)